# En Alemania
En Alemania es una historieta serializada entre 1981 y 1982 del autor de cómics español Francisco Ibáñez, perteneciente a la serie de Mortadelo y Filemón. Se realizó en parte para satisfacer a sus seguidores en Alemania, aunque los chistes referentes al Muro de Berlín, que en aquel momento y lugar era un tabú, fueron censurados.

## Sinopsis
Unos ladrones han robado las Joyas de la Corona británica, y la policía británica solicita la cooperación de la T.I.A., ya que son ladrones españoles. En sus pesquisas Mortadelo y Filemón descubren la identidad de los sujetos, El "Rata"' y el "Paquidermo", y que éstos ocultaron las joyas dentro de un envío a Berlín. Así que intentan adelantarse a ellos, pero luego tendrán que recorrer Alemania en busca de las joyas.
Para seguir con su aventura Mortadelo y Filemón deben atravesar el Muro de Berlín. Muchos tópicos sobre los alemanes jalonan el viaje: la longevidad de los berlineses, la escasez de vivienda, la disciplina de los bávaros, el Carnaval de Colonia, el Oktoberfest... 

## Comentarios
Ibáñez no hace chistes sobre el nazismo, pues los alemanes han hecho un gran esfuerzo por superarlo -que a menudo no se reconoce-. Sí hay un chiste en que Mortadelo y Filemón se las tienen con unos militares (en la frontera con la RDA), y un soldado se prepara para "contraatacar a los aliados desembarcados en Normandía".